# 배질 래스본

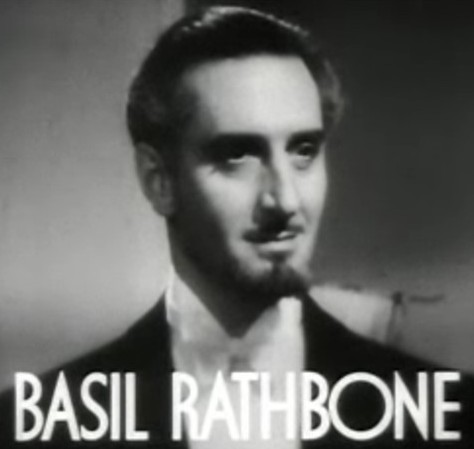
배질 래스본

배질 래스본(Basil Rathbone, 1892년 6월 13일 ~ 1967년 7월 21일)은 남아프리카 공화국 태생의 영국 영화 배우이다. 셜록 홈즈 역으로 잘 알려졌는데 실은 고전 사극에서 더 많이 활약하기로 유명하다. 그가 셜록 홈즈 영화를 무척이나 싫어했다는 사실은 매우 잘 알려져있다.

## 참여 작품
- 데이빗 코퍼필드 (1935년 영화)
- 안나 카레니나 (1935년 영화)
- 두 시민 이야기
- 캡틴 블러드
- 로미오와 줄리엣 (1936년 영화)
- 로빈 훗의 모험
- 프랑켄슈타인의 아들
- 배스커빌가의 개 (1939년 영화)
- 셜록 홈즈의 모험 (영화)
- 쾌걸 조로 (1940년 영화)
- 이카보드와 토드경의 모험
- 크리스마스 캐럴 (소설)
- 천사탈주 (1955년 영화)
- 코트 제스터
- 위대한 명탐정 바실